# بيرت ويلسون (موسيقي)
بيرت ويلسون (بالإنجليزية: Bert Wilson)‏ هو موسيقي أمريكي، ولد في 15 أكتوبر 1939 في إيفانسفيل في الولايات المتحدة، وتوفي في 6 يونيو 2013 في أولمبيا في الولايات المتحدة.

## وصلات خارجية
- بيرتن ويلسون على موقع IMDb (الإنجليزية)
- بيرتن ويلسون على موقع ميوزك برينز (الإنجليزية)
- بيرتن ويلسون على موقع أول ميوزيك (الإنجليزية)
- بيرتن ويلسون على موقع ديسكوغز (الإنجليزية)